# Jill Rutten
Jill Rutten (Washington, 2 settembre 1968) è un'ex calciatrice e allenatrice di calcio statunitense, di ruolo centrocampista, dal 2014 responsabile tecnico della Brit-Am Soccer Academy.
È moglie dell'atleta italiano Alessandro Lambruschini, campione europeo e medaglia di bronzo alle Olimpiadi di Atlanta 1996 nei 3000 metri siepi.

## Carriera

### Giocatrice
Jill Rutten si appassiona al calcio fin da giovanissima, iniziando a giocare nella squadra di maschietti con il fratello Bob per poi passare alla squadra allenata dal padre giocando, sempre con i maschietti, fino ai 13 anni prima di passare al calcio femminile.

#### Calcio universitario
Iscritta alla North Carolina State University di Raleigh, gioca per quattro anni nella formazione di calcio femminile universitario della sua divisione sportiva, i NC State Wolfpack. Terminati gli studi, causa problemi alla schiena, cessa l'attività per un anno al fine di un recupero fisico che le permetta di continuare l'attività agonistica in Europa, avviando delle trattative per giocare da professionista nel campionato tedesco.

#### Club

Rutten in azione al nella stagione 1997-1998

Nel 1992 Gretchen Gegg, allora portiere della nazionale statunitense, che il quel periodo giocava nel campionato giapponese femminile di calcio, la convince di trasferirsi in Giappone, decisione influenzata dall'esigenza di trovare una forma fisica migliore e non rischiare di sfumare le sue chance in un campionato impegnativo come la Bundesliga femminile. Rutten sottoscrive un contratto con il Fujita Mercury Tendai, società con sede a Tokyo, dove gioca due stagioni in Nadeshiko League Division 1, in quella d'esordio, la 1992-1993, ottenendo l'ottavo posto in classifica e la successiva, 1993-1994, il settimo. Le sue prestazioni in campionato sono premiate dall'inclusione nella East-West All Stars 1993.
Nel 1994 decide di trasferirsi in Europa, sottoscrivendo un accordo con l'Umeå IK per giocare in Division 1, secondo livello del campionato svedese, contribuendo a far raggiungere alla squadra la terza posizione.
Finita la stagione in Svezia decide di trasferirsi in Italia accettando la proposta del Torino Calcio Femminile vicecampione d'Italia per giocare dalla stagione 1994-1995 nel campionato italiano di Serie A. Alla sua prima esperienza nel calcio femminile italiano conclude il campionato di Serie A al settimo posto.
Durante il calciomercato estivo 1995 sottoscrive un accordo con il Modena, tuttavia il contratto non risulta siglato in tempo utile e la federazione non consente alla società di impiegare l'atleta nel campionato 1995-1996. Rutten si svincola quindi durante il calciomercato invernale tornando a giocare per l'Umeå IK neopromossa in Damallsvenskan per la stagione entrante. La squadra non si rivelerà competitiva e al suo primo anno nel livello di vertice del campionato nazionale è costretta a retrocedere a fine torneo.
Liberatasi dagli impegni contrattuali con la società svedese, Rutten affronta una nuova avventura nel campionato tedesco, firmando un contratto semestrale lo SC Klinge-Seckach che la impiega nella seconda parte della stagione 1996-1997 in Bundesliga Süd. La squadra ottiene 20 punti e il settimo posto in classifica che le valgono la salvezza.
Nell'estate 1997 ha nuovamente l'occasione di firmare, questa volta nei termini per la sua ammissione al campionato, con il Modena fresco campione d'Italia, per affrontare la stagione 1997-1998 in Serie A. Con la società del capoluogo emiliano vince il suo primo scudetto, il secondo per la società dopo quello della precedente stagione, non senza difficoltà: terminato il campionato regolare il Modena condivide il primo posto a 79 punti con il Cascine Vica di Rivoli entrambe con 25 partite vinte 4 pareggiate ed una persa, costringendo a far slittare il termine della stagione allo spareggio giocato allo Stadio Pietro Fortunati di Pavia, dove le emiliane si impongono per 2-0 conquistando definitivamente lo scudetto. Per Rutten è anche l'ultima stagione con il Modena, che lascia con un tabellino personale di 8 reti su 27 presenze e la conquista, oltre allo scudetto, della Supercoppa italiana 1997.
Lasciata l'Italia per gli impegni di Women's U.S. Cup con la nazionale statunitense, vi ritorna dopo aver stipulato un accordo con il Pisa per giocare in Serie A la seconda parte della stagione 1998-1999. Rutten rimarrà con la società toscana anche per la stagione successiva, collezionando nella prima un ottavo posto e nella seconda un terzo posto, migliore risultato di sempre del Pisa femminile assieme al campionato 1997-1998, e congedandosi con un tabellino personale di 46 incontri disputati e 10 reti realizzate in campionato.
La stagione successiva sposa l'avventura dell'Atletico Oristano, neopromossso dalla Serie B che iscritto come Cicos Cabras ha ottenuto il primo posto del girone B. Rutten contribuisce ad ottenere un buon risultato nel campionato, conquistando un'agevole salvezza e l'ottavo posto a 46 punti, prima di lasciare la società con 23 presenze e 2 reti realizzate.
Durante il calciomercato estivo 2002 viene contattata dal Foroni Verona, formazione di vertice che l'anno prima aveva perso lo scudetto ai calci di rigore nello spareggio con la Ruco Line Lazio. Per la centrocampista statunitense è l'ultimo campionato italiano, coronato dalla conquista del primo posto in classifica al termine della stagione 2002-2003 e che porta a due gli scudetti conquistati in Italia.
Dall'estate 2003 decide di firmare un accordo con il Rapid Lugano per giocare in Lega Nazionale A, massimo livello del campionato svizzero, dalla stagione 2003-2004. Con la squadra di Lugano gioca cinque stagioni, le sue ultime della carriera come calciatrice, raggiungendo come miglior risultato il secondo posto in LNA al termine della stagione 2004-2005 e condividendo l'ultima stagione, la 2007-2008, in Lega Nazionale B.

#### Nazionale
Jill Rutten nel 1990 viene convocata nella nazionale statunitense "B" che partecipa alla North America Cup, e l'anno seguente convocata alle selezioni per la nazionale maggiore.
Dopo anni d'assenza viene convocata nella nazionale per giocare nell'edizione 1998 della Women's U.S. Cup, condividendo con le compagne la vittoria nel torneo.

### Allenatrice
Jill Rutten decide di dedicarsi all'allenamento, conseguendo la licenza di allenatore USSF D, e allenando squadre giovanili, per poi conseguire la USSF B. Dall'aprile 2014 ricopre l'incarico di coach nella Brit-Am Soccer Academy di Bethesda, nel Maryland. Inoltre ha l'incarico di coach delle Maryland State Girls e dal 2016 è responsabile della formazione Under-16 del 2001 Freedom Blue team.

## Palmarès

### Giocatrice

#### Club
- Campionato italiano: 2

Modena: 1997-1998
Foroni Verona: 2002-2003
- Supercoppa italiana: 1

Modena: 1997

#### Nazionale
- Women's U.S. Cup: 1

1998